# Шуба, Павел Павлович
Павел Павлович Шуба (бел. Павел Паўлавіч Шуба; 15 января 1926, деревня Танежицы Слуцкого района — 2000) — советский и белорусский лингвист, профессор, доктор филологических наук, заслуженный деятель науки Белорусской ССР (1982), лауреат Государственной премии Республики Беларусь (1998), кавалер Ордена Славы.

## Биография
Родился 15 января 1926 г. в деревне Танежицы Слуцкого района. До войны окончил семь классов Чаплицкой средней школы и два курса Слуцкого педучилища. В июле 1944 года был мобилизован в ряды Советской Армии, сражался на Первом и Третьем Белорусских фронтах, был тяжело ранен. Орден Отечественной войны I степени
После окончания Великой Отечественной войны заочно учился в Слуцком педучилище. В 1947 году поступил в Минский государственный педагогический институт имени М. Горького, в 1951 г. успешно окончил его и поступил в аспирантуру при кафедре белорусского языка того же института. В 1954/1955 учебном году работал старшим преподавателем кафедры белорусского языка Гродненского педагогического института имени Я. Купалы. В 1955 г. успешно защитил кандидатскую диссертацию и перешел на работу в Институт языкознания имени Я. Коласа АН БССР. В 1961 году был приглашен на работу в Белорусский государственный университет, сначала на должность доцента, а после защиты докторской диссертации (1972) — на должность профессора кафедры русского языка (1974). В 1975 году был избран на должность заведующего кафедрой русского языка и возглавлял ее в течение 25 лет (до 1999 г.).

## Научная деятельность
В белорусской лингвистике и педагогической науке имя П. П. Шубы занимает особое место. За 45 лет научной деятельности им было написано более 300 работ, воспитано несколько поколений профессионалов-русистов, создана научная школа, в рамках которой изучались грамматические категории русского и белорусского языков, проблемы словообразования, вопросы билингвизма и языковых контактов, топонимия, методика преподавания родного языка в вузе и в школе и др.
Значительное место среди научных работ П. П. Шубы занимают лексикографические издания.
Успешно работал он и над составлением самого большого словаря белорусского языка — «Тлумачальнага слоўніка беларускай мовы» в пяти томах (шести книгах). С его участием изданы «Белорусско-русский словарь» (1962), «Русско-белорусский математический словарь», толковые словари белорусского и русского языков для средних школ (1966, 1975, 1998).
В 1993 г. в «Тлумачальным слоўніку беларускіх прыназоўнікаў» П. П. Шуба впервые в восточнославянской лингвистике дал лексикографическое описание белорусских предлогов. Особое внимание П. П. Шуба обращал на написание учебников для школ и вузов. Под его руководством был создан первый в республике учебный комплект по курсу «Современный русский язык» для студентов университетов Беларуси. Он — соавтор и научный редактор нескольких поколений учебников по белорусскому (1-3 классы школы с русским языком обучения), русскому (5-9 классы средней общеобразовательной школы) языках. В течение многих лет П. П. Шуба был консультантом по вопросам языка и языковой политики Министерства образования и науки РБ, членом президиума Центра научной книги и средств обучения, председателем специализированного Совета по защите диссертаций на получение научной степени доктора филологических наук при Белгосуниверситете, главным редактором республиканского журнала «Русский язык и литература».

## Основные труды
1. Прыслоўе ў беларускай мове. Марфалагічны нарыс. Мн., 1962
2. Граматыка беларускай мовы. Т. 1. Марфалогія. Мн., 1962 (в соавт.)
3. Граматыка беларускай мовы. Т. 2. Сінтаксіс. Мн., 1966 (в соавт.)
4. Марфемная дыстрыбуцыя ў беларускай мове. Дзеяслоў. Мн., 1967 (в соавт.)
5. Дзеяслоў у беларускай мове. Мн., 1968
6. Уводзіны ў граматыку беларускай мовы. Мн., 1969
7. Прыназоўнік у беларускай мове. Мн., 1971
8. О компонентах конфикса в русском языке // Развитие современного русского языка. 1972. Словообразование. Членимость слова / Отв. ред. Е. А. Земская. М.: Наука, 1975. — 263, [1] с. — С. 249—253.
9. Лекцыі па беларускай марфалогіі. Мн., 1975
10. Современный русский язык. Ч. 1—3: Учебное пособие для студентов филологических факультетов университетов БССР / Под ред. П. П. Шубы. Мн., 1979—1983
11. Сучасная беларуская мова: Марфаналогія. Марфалогія. Мн., 1987
12. Тлумачальны слоўнік беларускіх прыназоўнікаў. Мн., 1993.

### редакция
- Плещенко Т.П. Стилистика и культура речи : учебное пособиедля студентов вузов [печатный текст] / Плещенко, Таисия Павловна, Автор (Author); Федотова, Наталья Вениаминовна, Автор (Author); Чечет, Раиса Григорьевна, Автор (Author); Шуба, Павел Павлович, Редактор (Editor); Процко, С. В., Редактор (Editor); Демидова, С. А., Оформитель обложки (Designer of bookjacket); Мясников, А. Ф., Ответственный за выпуск. - Минск : ТетраСистемс, [2013]. - 142, [2] с.; 21 см.- Библиография в подстрочных примечаниях.-  Библиография: с. 240; 537.- 3100 экземпляров . - ISBN 985-6577-71-3